# اپرای رستاخیز شهریاران ایران
رستاخیز شهریاران ایران نام منظومه ایست که میرزاده عشقی آن را به صورت موزیکال تنظیم و سروده‌است. هرچند که او خود نام اپرا را بر آن نهاده؛ اما می‌توان آن را اولین تلاش برای نوشتن اپرا در ایران دانست که فاصله‌ای بسیار تا یک اپرای واقعی داشت.
او بر پیشانی این منظومه آورده‌است:
«این اپرای رستاخیز، نشانه دانه‌های اشکی است که بر روی کاغذ به عزای مخروبه‌های نیاکان بدبخت (منظور طاق کسری) ریخته‌ام».

## شیوه و انگیزه سرودن
عشقی که همچون عارف قزوینی در اوائل جنگ جهانی اول و در جریان مهاجرت آزادیخواهان به استانبول چند سالی را در آن جا گذرانیده بود با شیوه اجرای کارهای صحنه ای و موزیکال آشنا گشت و متن اپرای رستاخیز شهریاران ایران را تحت تأثیر همین تجربه‌ها در استانبول نوشت. موضوع اپرا نیز در راه سفر به استانبول، میانه راه بغداد به موصل و دیدار غمگینانه از ویرانه‌های طاق کسری به ذهن او آمده‌بود.
در آغاز خسرو دخت سر از ویرانه‌ها درمی‌آورد و پس از او به ترتیب نوبت به داریوش، کوروش، خسرو و شیرین می‌رسد، آن‌ها همه با حیرت و افسوس، شگفت زده می‌شوند که ایران با آن همه شکوه و عظمت دیروز چگونه به فلاکت امروز رسیده‌است؟ با ظهور زرتشت، در صحنه و رهنمودهایی که می‌دهد، اپرا به پایان می‌رسد. جالب است که عشقی از زبان زرتشت حرف هائی را می‌زند که حرف‌های روشنفکران امروز نیز می‌باشد:
ای گروه پاک مشرق، هند و ایران، ترک و چین
برسر مشرق زمین شد، جنگ در مغرب زمین
در اروپا، آسیا را لقمه ای پنداشتند
هر یک اندر خوردنش، چنگال‌ها برداشتند
بی‌خبر، کاخر کوه در حلقوم کاه
گر که این لقمه فرو بردند، روی من سیاه!

## موسیقی و تنظیم
میرزاده عشقی خود نوع موسیقی بسیاری از بندهای منظومه را مشخص کرده و نشان داده که با موسیقی ایران و ترک آشنائی داشته‌است. عشقی حتی نوع موسیقی و شمار سازهای مورد نیاز را تعیین کرده‌بود. با این همه رستاخیز او خیلی کار می‌برد که بتوان بر آن نام اپرا نهاد. در واقع این اثر را می‌توان درام موزیکال نامید.
او خود منظومه را با آهنگ مثنوی آغاز می‌کند. در صحنه ای که خسرو دخت به صحنه می‌آید، به آهنگ سه گاه قفقاز می‌خواند. راوی (عشقی) وقتی به رؤیا فرومی‌رود، متن را در پیوند با تکه ای از موسیقی اپرت لیلی و مجنون ترکی ادا می‌کند. آواز انوشیروان در بیات اصفهان است. نوبت به زرتشت که می‌رسد، موسیقی حالت سرود به خود می‌گیرد. در متن عنوان شده که این سرود را میرزا حسین خان، دیپلمه موزیک ساخته‌است که به نظر می‌رسد حسین خان هنگ‌آفرین باشد که از نخستین فارغ‌التحصیلان رشته موسیقی دارالفنون بود.

## اجرا در تهران
این درام موزیکال چند بار در تهران به روی صحنه رفته و با وجود ضعف‌های قابل فهم صحنه ای، مورد استقبال مردم قرار گرفته‌است. در یکی از اجراها ملوک ضرابی کاشانی خواننده معروف نیز در نقش شیرین ظاهر شده‌است.